# Вулиця Юрія Власенка
Вулиця Юрія Власенка — вулиця міста Кропивницького, що була названа на честь героя АТО Власенка Юрія Олександровича, який загинув, прикриваючи своїх бойових побратимів, під час нападу терористів на колону в ході бойових дій у Лимані.

## Історія
До перейменування вулиця мала назву 3-ї П'ятирічки. Рішенням міської ради від 16 грудня 2014 року, депутатський корпус вшанував загиблого земляка героя АТО і перейменував вулицю 3-ї П'ятирічки на вулицю Юрія Власенка. Стару назву вулиці дозволено використовувати до 31 грудня 2015 року.